# Michael G. Sotirhos

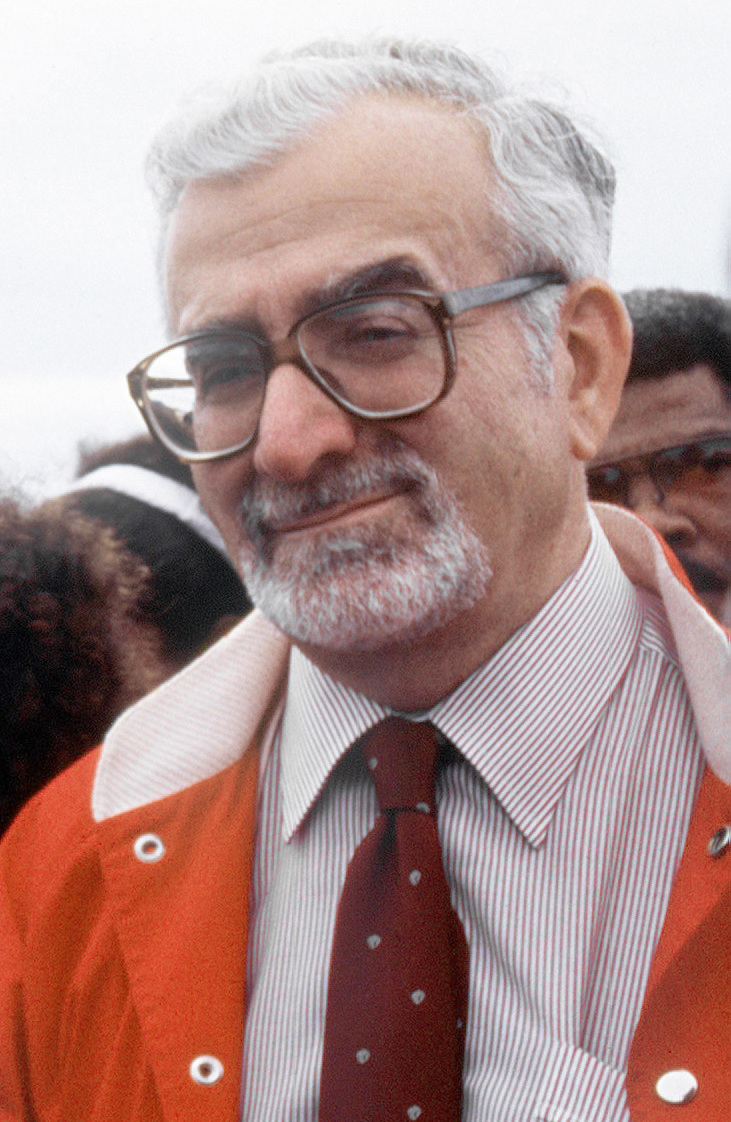
Michael G. Sotirhos

Michael G. Sotirhos (* 12. November 1928 in New York City; † 14. April 2019 in Florida) war ein US-amerikanischer Diplomat. Er amtierte als Botschafter der Vereinigten Staaten in Jamaika und Griechenland.

## Werdegang
Die Eltern von Michael Sotirhos stammten aus Griechenland und waren 1923 über Ellis Island in die Vereinigten Staaten eingewandert. Er selbst wurde in Manhattan geboren, wo er auch aufwuchs. Seinen Hochschulabschluss erwarb er am Baruch College der City University of New York. Anschließend gründete er mit einigen Geschäftspartnern die Ariston Group, ein im Immobiliengewerbe, im Bauwesen und im Bereich Innenausstattung tätiges Unternehmen. Später übernahm er dessen Vorsitz, bis er 1985 in Regierungsdienste trat.
US-Präsident Ronald Reagan ernannte Sotirhos am 28. Oktober 1985 zum amerikanischen Botschafter in Jamaika. Nach der Bestätigung durch den Senat der Vereinigten Staaten trat er seinen Posten in Kingston am 12. November desselben Jahres an. Er verblieb dort bis zum 7. Juli 1989. Wenig später wurde er von US-Präsident George Bush als neuer Botschafter in Griechenland nominiert. Der Senat bestätigte Sotirhos in dieser Funktion, womit er der erste US-Botschafter griechischer Herkunft in Athen wurde. Am 30. Januar 1993, kurz nach dem Amtsantritt des neuen US-Präsidenten Bill Clinton, endete seine Tätigkeit in der griechischen Hauptstadt.
Nach seinem Eintritt in den Ruhestand wurde er Geschäftsführer der Alexander Onassis Public Benefit Foundation. Für seine Verdienste um die Interessen Jamaikas verlieh ihm der karibische Inselstaat den Order of Distinction im Rang eines Commander. Er erhielt zudem Ehrendoktorwürden des Hellenic College in Massachusetts, des Deree College in Athen und des City College of New York.
Sotirhos, der Mitglied der Republikanischen Partei war, gehörte zeitweise dem Exekutivausschuss des Republican National Committee an. Innerhalb des RNC fungierte er auch als Vorsitzender des Heritage Groups Council. Die US-Präsidenten Nixon und Ford beriefen ihn zum Vorsitzenden eines Beratergremiums zur Evaluierung der Arbeit des Friedenscorps.